# Walt Mink
Walt Mink är ett indierockband som bildades 1989 vid Macalester College i St. Paul, Minnesota av sångaren/gitarristen John Kimbrough, trummisen Joey Waronker och basisten Candice Belanoff. Bandet tog namnet från en populär professor i psykologi.

## Medlemmar
- John Kimbrough - gitarr, sång (1989-1997)
- Joey Waronker - trummor (1989-1994)
- Candice Belanoff - basgitarr, bakgrundssång (1989-1997)
- Orestes Morfin - trummor (1994-1996)
- Zach Danziger - trummor (1997)

## Diskografi
Studioalbum
- 1990 – Listen, Little Man!
- 1992 – Miss Happiness
- 1993 – Bareback Ride
- 1996 – El Producto
- 1997 – Colossus

Livealbum
- 1998 – Goodnite

Singlar
- 1992 - Pink Moon / You and Me... Free to Be
- 1992 - Showers Down / New Life